# Robert Knox (színművész)
Robert Arthur "Rob" Knox (Kent, 1989. augusztus 21. – London, 2008. május 24.) angol színész.

## Élete és pályafutása
1989-ben született Colin és Sally Knox gyermekeként. 11 évesen színészkedett, szerepelt a Channel 4 Trust Me I'm a Teenager valóságshowjában és a BBC After You've Gone vígjátékában. 
Első moziszerepe a 2004-es Artúr király című filmben volt, azonban csak statisztaként. Az áttörést a Harry Potter és a Félvér Herceg jelentette számára, melyben eljátszhatta Marcus Belby szerepét.

## Halála
2008. május 24-én, Sidcupban, Délkelet-Londonban Knox és 17 éves öccse, Jamie a Metro nevezetű bárban voltak, amikor két férfi a színész öccsét fenyegette. Knox a testvére védelmére kelt, ezért az egyik támadó egy kést vett elő, amivel halálra késelte a színészt. 
Az elkövető Karl Norman Bishop-ot őrizetbe vette a rendőrség. A büntetőpere 2009 februárjában kezdődött. Bishop-ot bűnösnek találták emberölésben, ezért életfogytig tartó szabadságvesztésre ítélték, feltételesen legkorábban 20 év után szabadulhat. A rendőrségi közlemény szerint a gyilkos nem bánta meg tettét.

## Filmográfia

### Film
| Év   | Cím                             | Szerep       | Megjegyzés              |
| ---- | ------------------------------- | ------------ | ----------------------- |
| 2004 | Artúr király                    | statiszta    | stáblistán nem szerepel |
| 2009 | Harry Potter és a Félvér Herceg | Marcus Belby | posztumusz megjelenés   |

### Televízió
| Év   | Cím                     | Szerep | Megjegyzés |
| ---- | ----------------------- | ------ | ---------- |
| 2003 | Trust me I'm a Teenager | önmaga |            |
| 2007 | After You've Gone       | Josh   | 2 epizód   |

## Fordítás
- Ez a szócikk részben vagy egészben  a   Rob Knox című angol Wikipédia-szócikk fordításán alapul.  Az eredeti cikk szerkesztőit annak laptörténete sorolja fel. Ez a jelzés csupán a megfogalmazás eredetét és a szerzői jogokat jelzi, nem szolgál a cikkben szereplő információk forrásmegjelöléseként.